# Girl in the Wind
Girl in the Wind è il quarto album in studio del gruppo musicale statunitense Quarterflash, pubblicato nel 1991.

## Tracce
1. Something More – 5:17
2. Where I Stand – 4:05
3. Girl in the Wind – 5:04
4. Is It Any Wonder – 4:24
5. Diamond in the Rough – 3:59
6. One Less Lie – 4:18
7. Love as a Last Resort – 4:45
8. Without You – 4:24
9. Paint It Blue – 4:05
10. Let Somebody Love You – 4:57